# Cinéma York
Le cinéma York était un cinéma et complexe à usage mixte Art déco sur la rue Sainte-Catherine au centre-ville de Montréal, Québec (Canada).

## Histoire
Le York est construite d’après les plans de Morley Corbus Luke (1901-1976) de la firme d’architectes Perry, Luke et Little, avec un design intérieur signé Emmanuel Briffa, qui a supervisé la conception intérieure de plus de 100 cinémas au Canada. Il est construit avec une capacité de 1 200 spectateurs pour le United Amusement Corporation. Le bâtiment comprend des espaces résidentiels et commerciaux en plus du cinéma.
Il ouvre le 18 novembre 1938 avec les Algiers et L'Île des angoisses. 
Il est endommagé par un incendie en 1989 après sa fermeture, et acheté par l'université Concordia en 1998. Il est démoli en 2001 lorsque l'université détermine qu'il est trop détérioré pour être sauvé, pour la construction du Complexe intégré d'ingénierie, d'informatique et d'arts visuels.

## Héritage

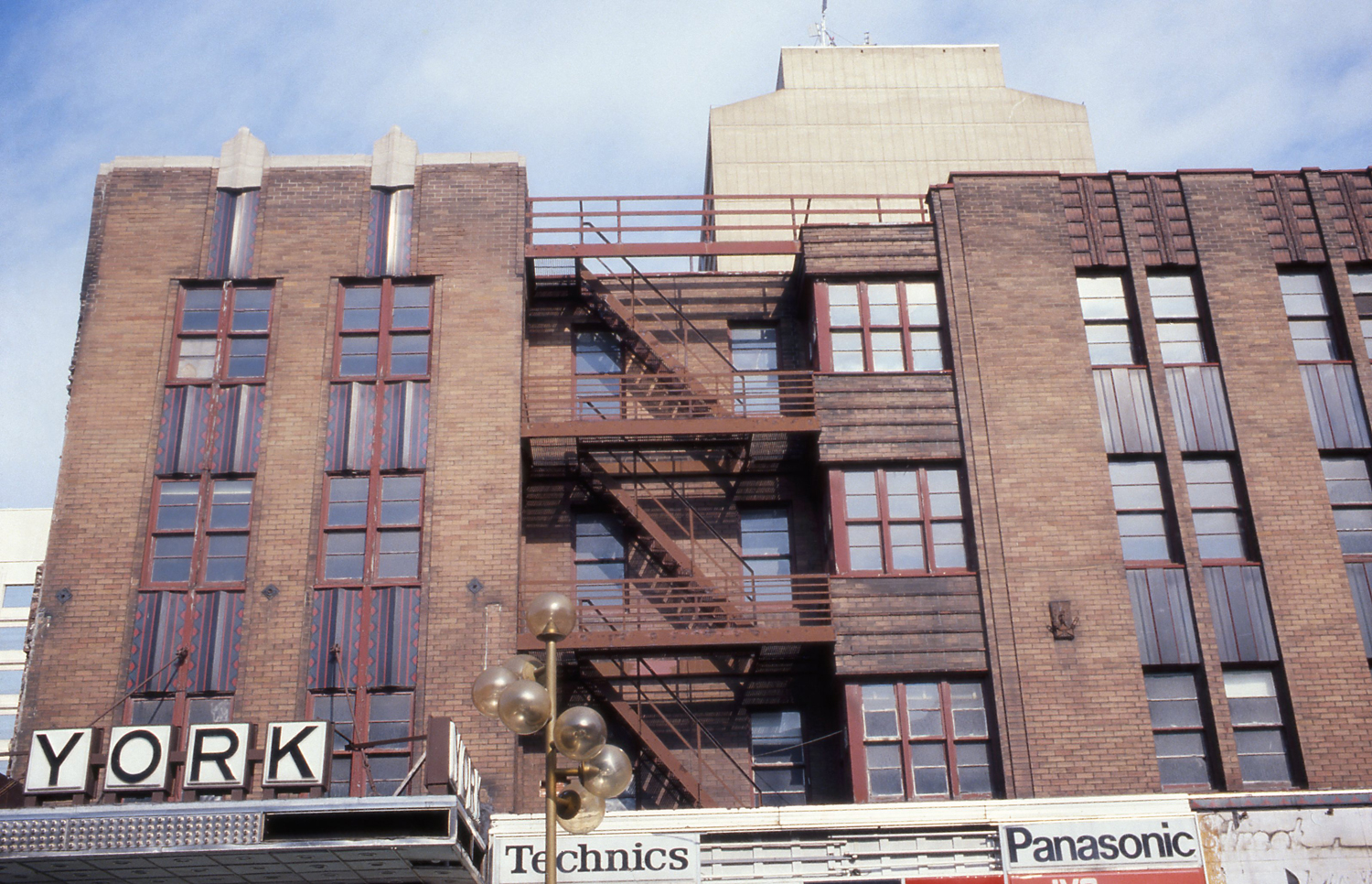
En 1989

Les peintures murales de l'artiste Kenneth Hensley Holmden sont endommagées lors de l'incendie. Trois des huit peintures murales sont enlevées et restaurées par l'université et incorporées dans l'auditorium de son nouveau bâtiment.
Le York est appelé « le dernier grand palais du cinéma construit à Montréal » par le Historic Theatres' Trust, un organisme de bienfaisance national lancé en 1989 pour défendre la préservation des théâtres canadiens historiques.